# 佩特里罗达
佩特里罗达（德語：Petriroda，發音：[peːtʁiˈʁoːda]）是德国图林根州哥达县曾经的一个市镇，面积3.15平方千米，2017年12月31日人口为305人。2019年12月31日，佩特里罗达与另外2个市镇并入市镇格奥尔根塔尔。